# Durazzo
Durazzo (in albanese Durrës o anche Durrësi, pronuncia /durəs/) è un comune albanese di 113 249 abitanti, capoluogo dell'omonima prefettura nonché seconda città dell'Albania per numero di abitanti dopo la capitale Tirana.
Antichissimo centro di fondazione illirica, fu colonizzata secondo la tradizione nel 626 a.C. dagli antichi greci, divenendo uno dei principali centri del mare Adriatico. Dopo aver acquisito particolare importanza sotto il dominio romano, a cui si deve uno dei principali simboli della città, l'anfiteatro, che si trova sulla lista dei siti candidati a patrimonio dell'umanità, la città fu governata dai bizantini, per esser poi spesso oggetto di razzia da parte di bulgari, ostrogoti e slavo-serbi. Nel XIII secolo la città fu contesa tra Venezia e Costantinopoli, scacciate poi dai Normanni e infine dagli Angioini, che rafforzarono le difese durazzesi. Dopo il dominio ottomano, durato circa quattro secoli, Durazzo divenne nel 1912 capitale del principato d'Albania, ricoprendo fino al 1920 un ruolo fondamentale nei diversi stadi d'evoluzione della moderna Albania.
Dotata del più importante porto albanese sull'Adriatico, Durazzo è uno dei principali centri economici del paese oltre che una rinomata località balneare e turistica.
In seguito alla riforma amministrativa del 2015, a Durazzo sono stati accorpati i comuni di Ishëm, Katund i Ri, Manëz, Rrashbull e Sukth, precedentemente inclusi nell'omonimo distretto.

## Geografia fisica
Durazzo sorge su una pianura alluvionale ed è bagnata dal mare Adriatico di fronte ai porti italiani di Bari (distante 300 km) e Brindisi (200 km). In linea d'aria dista 31 km da Tirana, 83 km da Scutari, 95 km da Valona e 165 km da Saranda.

### Clima
La città ha un clima mediterraneo continentale, con estati calde e inverni abbastanza miti.
| Durazzo               | Mesi | Mesi | Mesi | Mesi | Mesi | Mesi | Mesi | Mesi | Mesi | Mesi | Mesi | Mesi | Stagioni | Stagioni | Stagioni | Stagioni | Anno  |
| Durazzo               | Gen  | Feb  | Mar  | Apr  | Mag  | Giu  | Lug  | Ago  | Set  | Ott  | Nov  | Dic  | Inv      | Pri      | Est      | Aut      | Anno  |
| --------------------- | ---- | ---- | ---- | ---- | ---- | ---- | ---- | ---- | ---- | ---- | ---- | ---- | -------- | -------- | -------- | -------- | ----- |
| T. max. media (°C)    | 11   | 12   | 15   | 18   | 23   | 28   | 30   | 30   | 26   | 22   | 17   | 12   | 11,7     | 18,7     | 29,3     | 21,7     | 20,3  |
| T. min. media (°C)    | 4    | 5    | 8    | 11   | 15   | 19   | 21   | 21   | 17   | 14   | 10   | 6    | 5        | 11,3     | 20,3     | 13,7     | 12,6  |
| T. max. assoluta (°C) | 19   | 23   | 23   | 28   | 34   | 37   | 39   | 38   | 33   | 29   | 26   | 20   | 23       | 34       | 39       | 33       | 39    |
| T. min. assoluta (°C) | −10  | −7   | −2   | 0    | 7    | 9    | 13   | 11   | 6    | 5    | −2   | −2   | −10      | −2       | 9        | −2       | −10   |
| Precipitazioni (mm)   | 91   | 103  | 99   | 83   | 63   | 50   | 31   | 43   | 118  | 80   | 146  | 140  | 334      | 245      | 124      | 344      | 1 047 |

## Origini del nome
La città fu fondata con il nome di Epidamno (in greco antico: Ἐπίδαμνος), tuttavia è anche conosciuta col suo secondo nome, Dyrrhachion (in greco antico: Δυρράχιον), che indicava più specificamente il porto. Dopo le guerre illiriche, i Romani la chiamarono solo Dyrrachium, visto che Epidamno era considerato di cattiva sorte poiché richiamava alla parola damnum, in latino "danno, perdita, svantaggio". Secondo lo storico romano Cassio Dione, Dyrrachion potrebbe derivare dalla fusione del prefisso δυσ- (cattivo, difficile) e la parola ῥαχία (scogliera), anche se lui stesso riporta che si pensava fosse l'eponimo di un certo Dyrrachius. Secondo un'altra interpretazione potrebbe essere derivato o relativo al proto-albanese *dami corrispondente all'albanese "dëm" (toro)
Il toponimo endonimo in albanese è Durrës, menzionato talvolta come Durrësi, mentre in italiano è diffuso l'esonimo Durazzo.

## Storia

### La colonia greca: Epidamnos

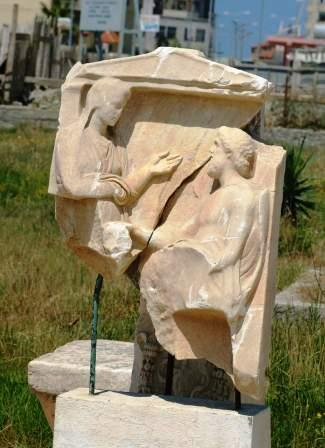
Una stele attica risalente al IV secolo a.C., conservata presso il museo archeologico di Durazzo

Epidamnos fu fondata nel 626 a.C. da colonizzatori corinzi e corciresi in Illiria, nel territorio dei Partini. Fin dall'epoca della sua fondazione fu caratteristica della storia di Durazzo la fusione fra popolazioni diverse; persino i colonizzatori erano un gruppo misto di greci dorici, come i corinzi e i corciresi, ma misti a gruppi ionici, guidati dall'ecista corinzio Phalios. La colonia greca instaurò una pacifica convivenza con gli indigeni, gli Illiri Taulanti.
Poco è rimasto del periodo greco della città, anche se essa viene citata nel libro VIII della Politica di Aristotele in riferimento al sistema oligarchico che la governava. Risalente al periodo greco era un noto tempio dedicato ad Afrodite, oggi scomparso, citato da Catullo nel carme 36 del Liber.
Sembra che i Greci usassero per la città anche il nome di "Dyrrachion", che forse però ne costituiva solo un quartiere o un nucleo precedente illirico, ipoteticamente collocato dagli studiosi nella parte meridionale della collina che si affaccia sul mare e sulla pianura.
Nel 436 a.C. fu instaurata temporaneamente una democrazia, tuttavia gli oligarchi repressero violentemente la rivolta, obbligando i dissidenti a chiedere aiuto prima a Corcira e poi a Corinto. Proprio quest'ultima intervenne in favore dei democratici, mentre Corcira si schierò con gli oligarchici, cingendo d'assedio la città. Corcira, che allora disponeva della seconda marina militare della Grecia, strinse un'alleanza con Atene, mentre dal canto suo Corinto inviò la propria flotta per mantenere il controllo sui traffici commerciali con la Magna Grecia. Le due flotte si scontrarono nella battaglia di Sibota che viene ritenuta da Tucidide tra i casus belli della guerra del Peloponneso tra la lega delio-attica e quella peloponnesiaca.

### Epoca romana
Gli Illiri, sotto il regno di Glaucia, conquistarono Epidamno nel 312 a.C. Durante la prima guerra illirica i romani sconfissero la regina Teuta e istituirono diversi stati cliente in tutta la Dalmazia, governata da Demetrio di Faro. Demetrio si ribellò a Roma intorno al 220 a.C., ritenendo che la città fosse troppo impegnata su altri fronti per prestargli attenzione, ma in poco tempo il Senato inviò il console Lucio Emilio Paolo che rase al suolo la città di Faro e riconquistò la Dalmazia. La repubblica decise di lasciare all'Illiria una parziale indipendenza, tuttavia la situazione precipitò durante la terza guerra macedonica, quando Genzio manifestò l'intenzione di respingere Roma. Mentre il fronte macedone era guidato da Lucio Emilio Paolo Macedonico, la terza guerra illirica fu condotta da Lucio Anicio Gallo, che in poco tempo sottomise gli Illiri.

Due anni dopo la fine della quarta guerra macedonica tutta la regione balcanica meridionale venne inclusa nella nuova provincia romana di Macedonia. I Romani attribuirono fin da subito grande importanza alla città e al suo porto; infatti nello stesso anno in cui la Macedonia divenne provincia romana, incominciarono i lavori della via Egnatia che, partendo da Dyrrhachium, giungeva sino a Bisanzio passando per Tessalonica.

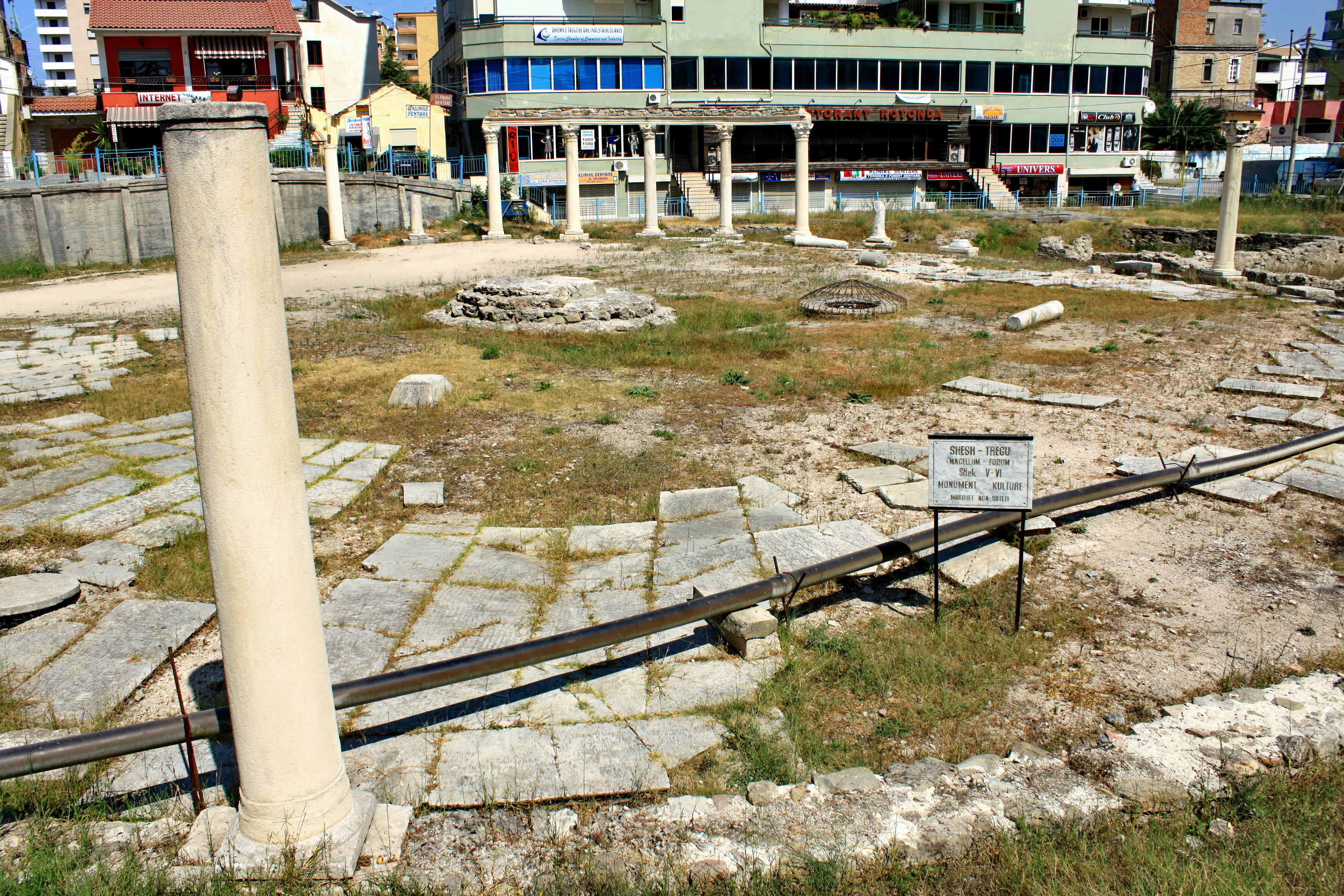
Il foro romano di Durazzo

Nel corso della guerra civile romana del 49 a.C. Dyrrhachium fu teatro di uno scontro tra gli eserciti di Giulio Cesare e Gneo Pompeo. Nonostante la battaglia fosse vinta dai pompeiani, la ripiegata dei cesariani portò, pochi mesi dopo, alla battaglia di Farsalo, che vide la rovinosa sconfitta di Pompeo. In seguito, sotto il regno di Augusto, Dyrrhachium divenne una colonia per l'insediamento dei veterani della battaglia di Azio e venne proclamata civitas libera. Alla fine del II secolo, sotto l'imperatore Traiano, venne realizzato l'imponente anfiteatro romano, che, con i suoi 20 000 posti, era il più grande di tutti i Balcani. Con la riforma tetrarchica di Diocleziano, nel III secolo, Dyrrhachium divenne capitale della nuova provincia dell'Epirus Novus. Dyrrachium non risentì particolarmente della caduta dell'Impero romano d'Occidente nel 476, tuttavia durante le invasioni barbariche del V secolo, come buona parte dei Balcani, la città fu saccheggiata più volte, e nel 481 fu assediata da Teodorico; inoltre fu ripetutamente attaccata dai Bulgari, che però non riuscirono a conquistarla.

### Età medievale

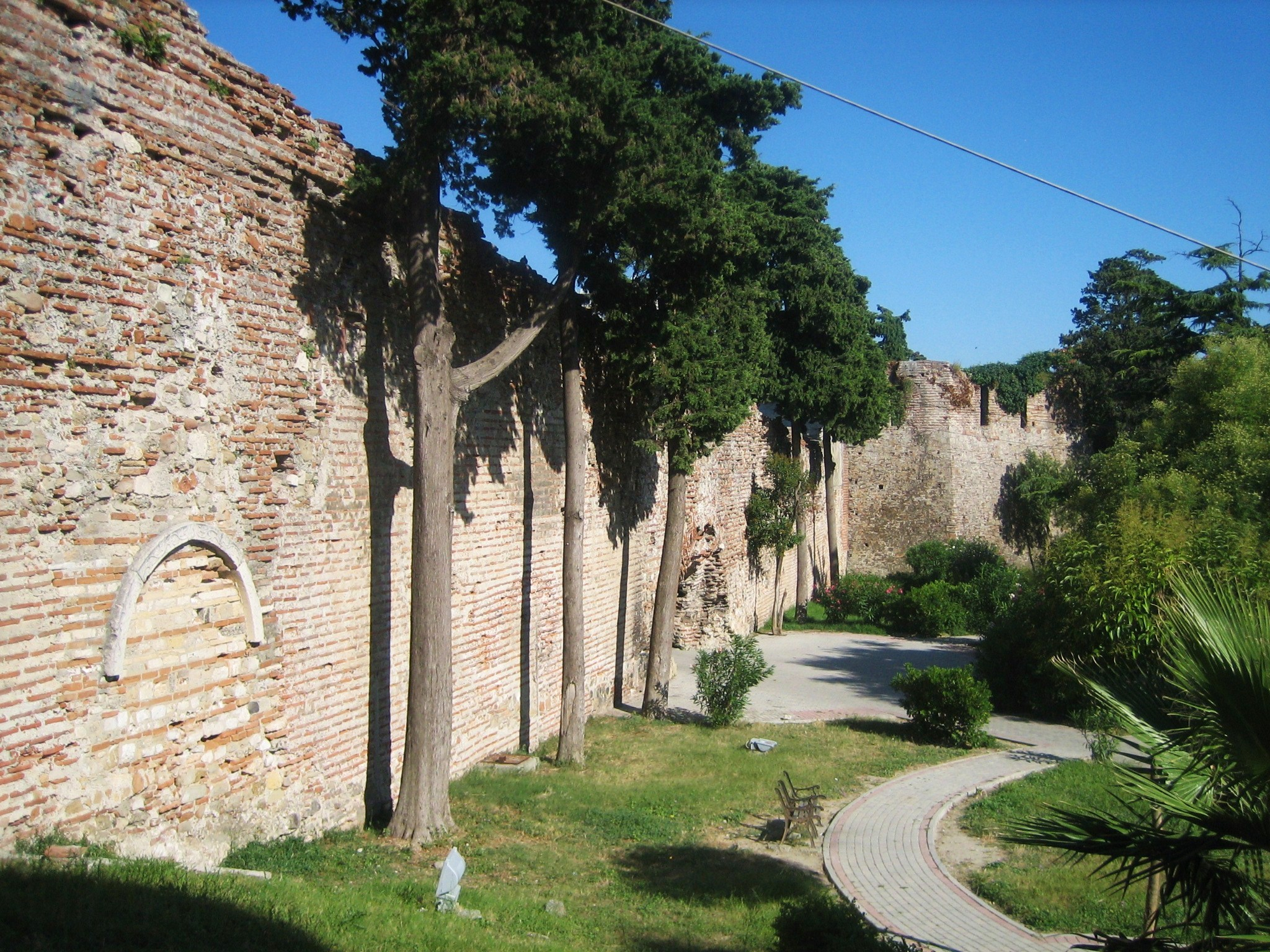
Le mura rinforzate di Durazzo

Nel V secolo la città venne colpita da un violento terremoto che causò ingenti danni, tuttavia l'imperatore bizantino Anastasio I, nato a Dyrrachium nel 430, ordinò la costruzione di un ippodromo e di una possente cinta muraria, alta 12 metri, a protezione della cittadella. Infatti la città rientrava nei territori dell'Impero Bizantino, ed era sede del thema di Dyrrachion.
Nel 548 gli Anti e gli Sclaveni cercarono di conquistarla ma fallirono nel loro intento. 
Nel corso dell'espansione dell'Impero bulgaro, la città venne conquistata dallo zar Samuele di Bulgaria, che sposò la figlia del proteuon di Dyrrachion, Giovanni Criselio, Agata. Lo zar fece governare la città ad Asozio Taronite, che aveva sposato sua figlia Miroslava. Tuttavia nel 1005 i due informarono l'imperatore Basilio II della propria resa e la città venne conquistata dal generale bizantino Eustazio Dafnomele nello stesso anno.
Intorno al 1077 Niceforo Briennio, ex duce del thema di Dyrrachion, tentò di usurpare il trono dell'imperatore Michele VII, tuttavia venne scacciato. Successivamente si scontrò con Niceforo III, successore di Michele, che lo sconfisse nella battaglia di Kalavrye. Dopo esser stato catturato ed accecato si recò ad Adrianopoli, dove difese la città dai Cumani intorno al 1094.
Nell'ottobre 1081 il normanno Roberto il Guiscardo cinse d'assedio Dyrrachium e sconfisse le truppe dell'imperatore Alessio I, ma alla morte del loro condottiero, i Normanni vennero cacciati e la città tornò sotto il dominio bizantino. Tuttavia nel 1107-1108 la città fu assediata da Boemondo I (figlio del Guiscardo).
Dopo la morte dell'imperatore Manuele I gli succedette il figlio Alessio II, con la reggenza della madre, Maria d'Antiochia, tuttavia il cugino di Manuele, Andronico I, fece giustiziare l'imperatrice reggente e suo figlio, proclamandosi imperatore. Perciò Guglielmo II inviò una spedizione, guidata dal figlio Tancredi, per conquistare Costantinopoli, e perciò conquistò Durazzo e Tessalonica. Venne però respinto da Isacco II, che nel frattempo aveva usurpato il trono di Andronico I.
Dopo la quarta crociata venne annessa alla Repubblica di Venezia, che formò il Ducato di Durazzo, tuttavia nel 1213 cadde nelle mani del despota d'Epiro Michele I. Nel 1257 fu conquistata da Manfredi di Sicilia, ma Michele II la riconquistò poco dopo e la mantenne fino al 1259, anno in cui fu sconfitto nella battaglia di Pelagonia, da Giovanni Paleologo.
La città fu nuovamente occupata dal figlio di Michele II, Niceforo I, nel 1272 alleatosi con Carlo d'Angiò, il quale fece di Durazzo la capitale del Regno d'Albania, contro l'imperatore Michele VIII.
Sotto gli angioini Durazzo tornò a fiorire: vennero rafforzate le mura e i commerci, specialmente quello legato al sale, ripresero a far circolare l'economia cittadina.
Nel 1273, secondo Giorgio Pachimere, la città fu colpita nuovamente da un terremoto ma si riprese velocemente, tuttavia le mura bizantine vennero considerevolmente ridotte (4,6 metri di altezza).
Nel 1296 la città fu brevemente occupata dal re serbo Stefano II.
Successivamente il dominio passò alla famiglia dei Balšići, e nel 1368, dopo la morte di Stefano IV, Durazzo finì sotto il controllo della famiglia Thopia. 
Nel 1376 Luigi di Beaumont, che era il legittimo sovrano del Regno angioino d'Albania, conquistò Durazzo, ma venne scacciato nel 1383 da Carlo Thopia, che istituì il Principato d'Albania.

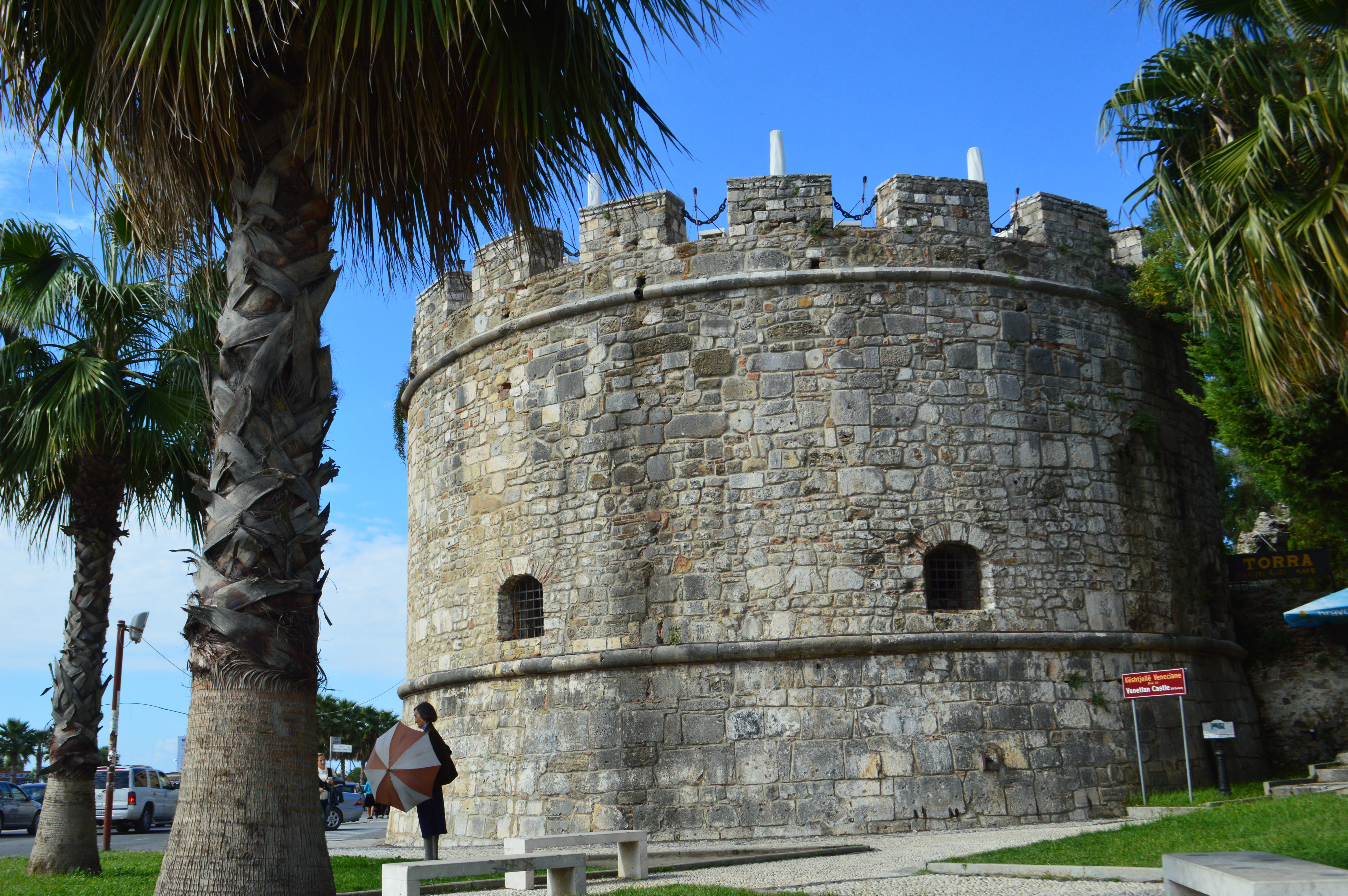
La torre veneziana

Nel 1392 i Veneziani riconquistarono Durazzo e la accorparono ai territori dell'Albania Veneta.
Nel 1466 l'esercito ottomano guidato dal sultano Maometto II cinse d'assedio la città, ma venne respinto dalla guarnigione veneziana.

### Età moderna e contemporanea

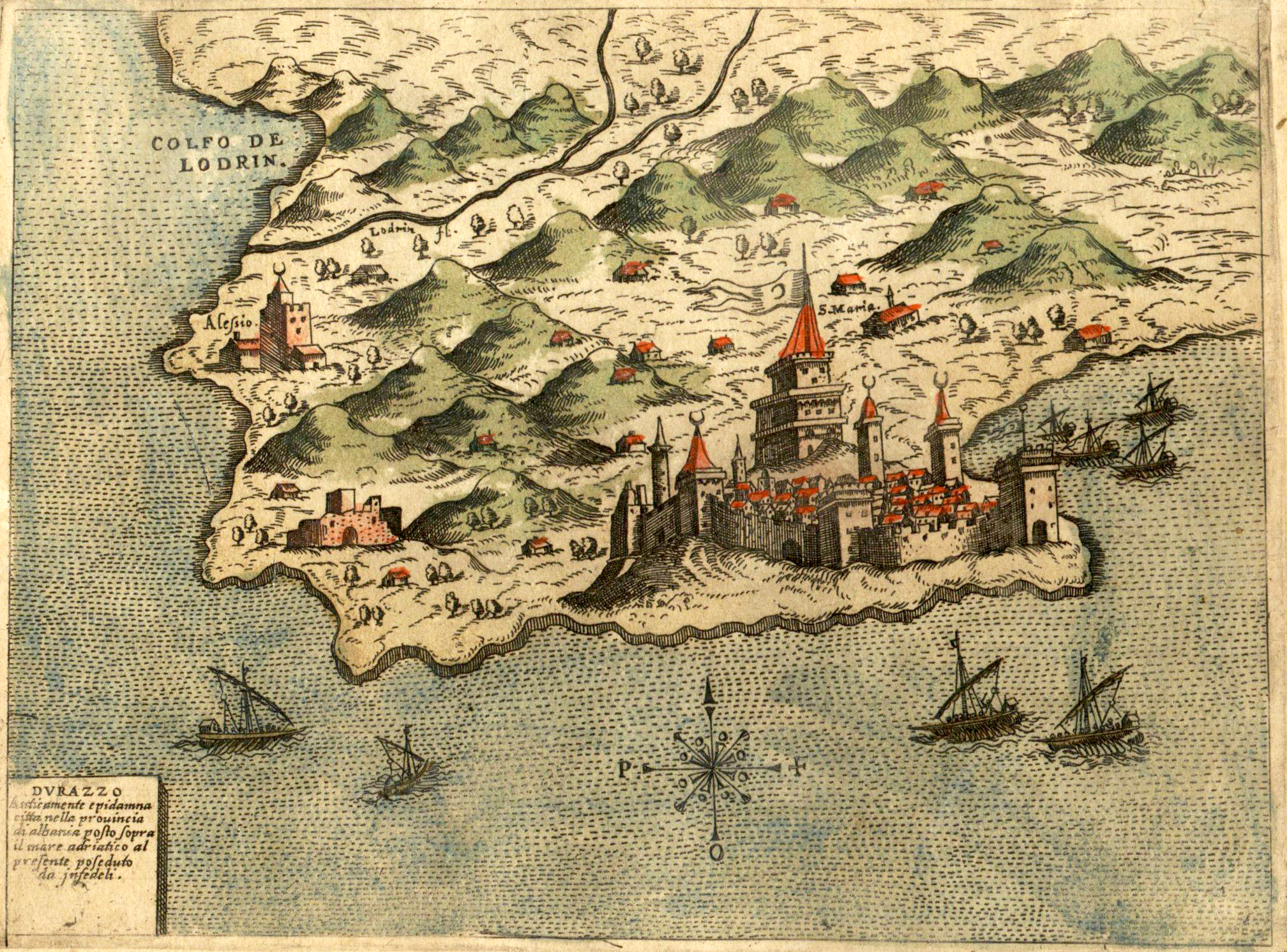
Durazzo in una cartina del 1573

Nel 1501 Durazzo cadde sotto la dominazione ottomana e venne ribattezzata Dıraç; la dominazione turca segnò l'inizio di un periodo di declino della città.
Un caratteristico personaggio del secolo XV è stato Pietro Bianco, il quale, dopo aver fatto il pirata, si recò, pentito, in Italia dove fondò, tra l'altro, il Santuario di Santa Maria delle Grazie presso Forlì.
Nel 1912, con lo scoppio della prima guerra balcanica, nonostante la dichiarazione d'indipendenza albanese a Valona il 28 novembre, Durazzo fu occupata dai serbi. Immediatamente dopo l'annessione, le autorità di Belgrado istituirono la contea di Durazzo che includeva anche i distretti di Alessio, Elbasan, Scutari e Tirana. Con il riconoscimento della sovranità nazionale albanese da parte delle Grandi potenze nel 1913, i serbi furono costretti a lasciare la città. 

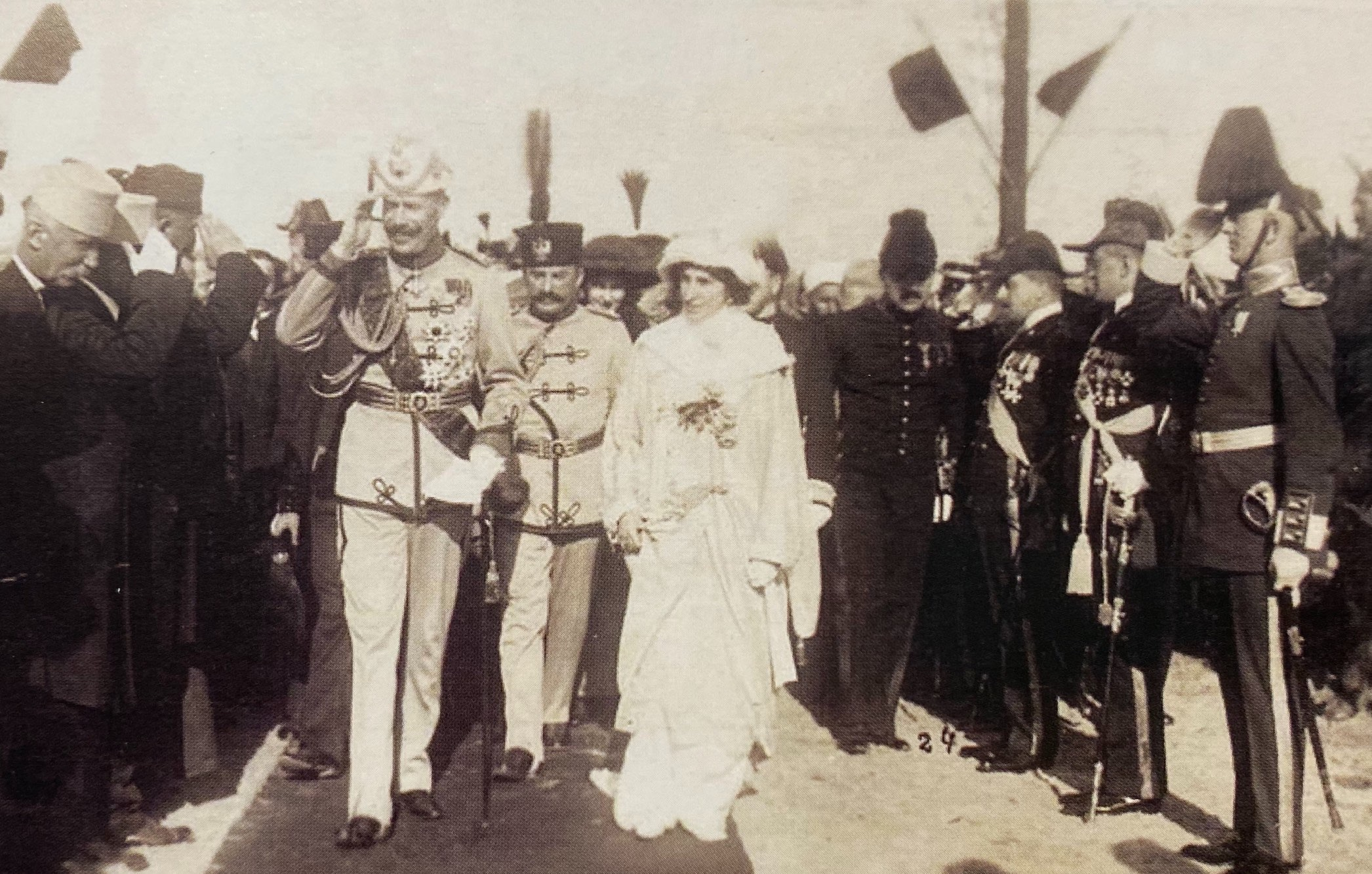
Il principe Guglielmo e la moglie Sofia

Il 7 marzo 1914 giunse a Durazzo il principe Guglielmo di Wied, assieme alla moglie Sofia: fu il primo sovrano del nuovo Principato d'Albania, con capitale Durazzo.
Durante la Prima Guerra Mondiale Durazzo fu occupata nel 1915 dal Regio Esercito italiano, per proteggere la ritirata dei serbi e portargli rifornimenti. Quando gli austro-ungarici scoprirono la missione italiana tentarono di cogliere di sorpresa le poche navi italiane, tuttavia vennero sconfitti dalle forze dell'Intesa. Nonostante ciò la città fu occupata nel 1916 dagli austro-ungarici che ne sfruttarono la posizione. Il 2 ottobre 1918 l'area del porto e del centro furono bombardate dalle navi dell'Intesa, e le truppe italiane ripresero il controllo della città il 16 ottobre dello stesso anno.
Nel 1920 il congresso di Lushnjë proclamò decaduto il governo guidato da Turhan Përmeti e con sede a Durazzo e spostò la capitale del principato a Tirana. 
Nel 1926 la città fu nuovamente danneggiata da un terremoto, e la ricostruzione che ne è conseguita ha contribuito a dare alla città un taglio più moderno.

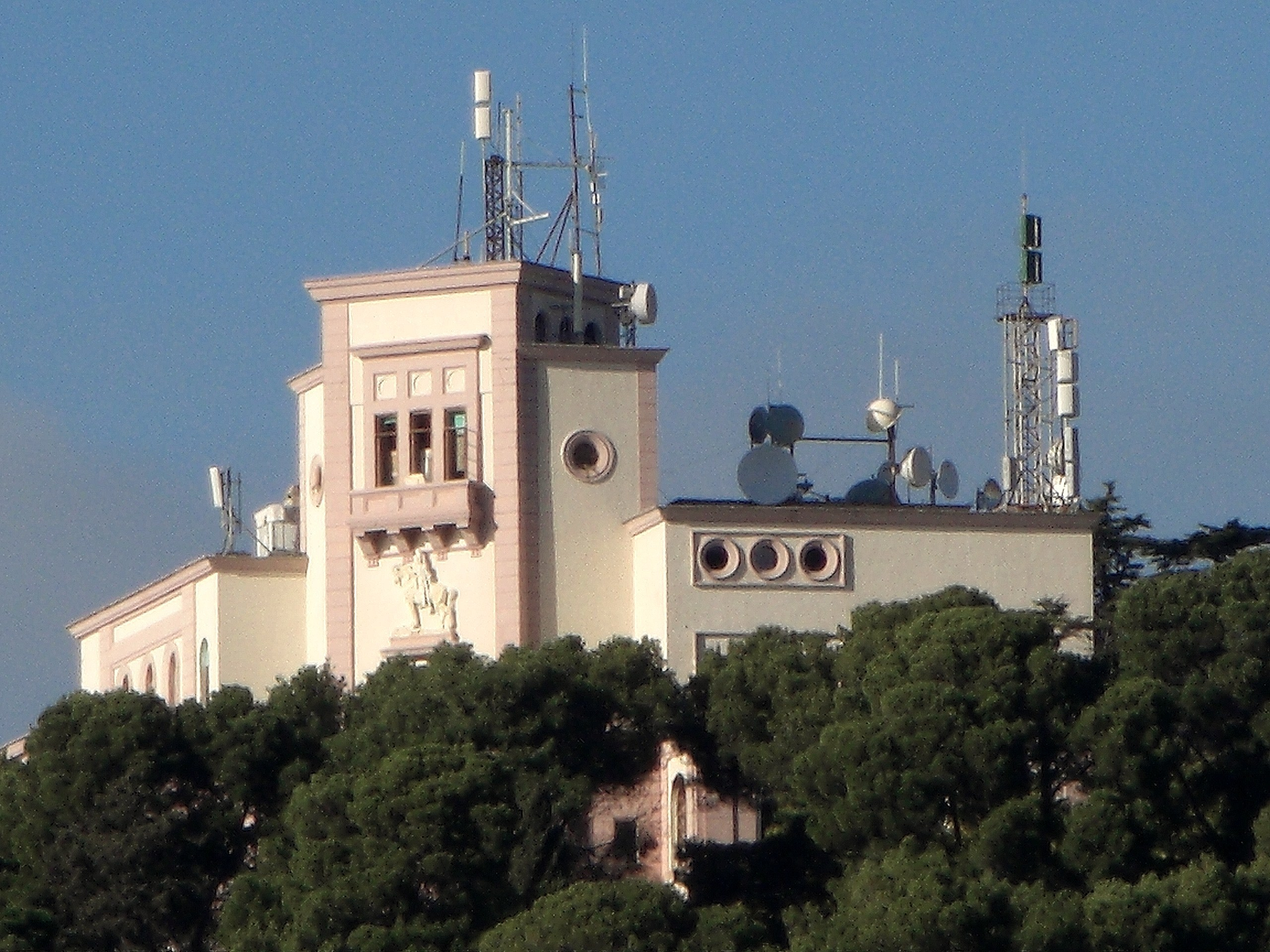
La villa Reale di Zog I

Tra il 1928 e il 1934 il porto venne ingrandito grazie ad investimenti italiani, mentre nel 1937 venne ultimata, su un'altura dominante la città, la villa reale di Zog I.
Nel 1939, durante la Seconda Guerra Mondiale, Durazzo venne occupata, dopo un breve scontro, da una divisione dell'esercito italiano guidata dal generale Giovanni Messe. Durazzo fu uno dei principali centri logistici dell'Albania italiana e svolse un ruolo fondamentale durante la fallita invasione della Grecia, tanto che gli Alleati bombardarono pesantemente la città. Con l'armistizio di Cassibile e la caduta del fascismo l'8 settembre 1943 iniziò l'occupazione tedesca; i nazisti si ritirarono nel 1944, danneggiando gravemente il porto.
Nel dopoguerra, durante il regime comunista di Enver Hoxha, la città venne ricostruita: ad esempio si conclusero i lavori della ferrovia Durazzo-Tirana, iniziata nel 1947. Inoltre la città, negli anni '80, divenne una meta turistica molto rinomata.
Dopo il crollo del regime socialista, il porto di Durazzo divenne una delle principali vie d'uscita dal Paese per gli albanesi diretti verso l'Occidente, in particolare l'Italia. Il 6 agosto 1991 salpò dal porto la nave Vlora, con oltre 20 000 passeggeri. Con la dilagante anarchia che aveva sconvolto l'Albania nel 1997, Durazzo e altre città albanesi vennero presidiate dalle autorità militari italiane nell'ambito della Missione Alba.
Il 26 novembre 2019 la città è stata colpita pesantemente da un terremoto di magnitudo 6.5, che ha causato varie decine di morti e migliaia di feriti.

## Monumenti e luoghi d'interesse

### Architetture civili
- Anfiteatro romano di Durazzo, costruito sotto l'imperatore Traiano;
- Villa di Zog[18]
- Le Terme Romane e il Foro Bizantino[19]
- Sfinksi[20]

### Architetture militari
- Castello di Durazzo, costruito per volontà dell'imperatore bizantino Anastasio I Dicoro nel VI secolo e rinforzato dai Veneziani;

### Architetture religiose

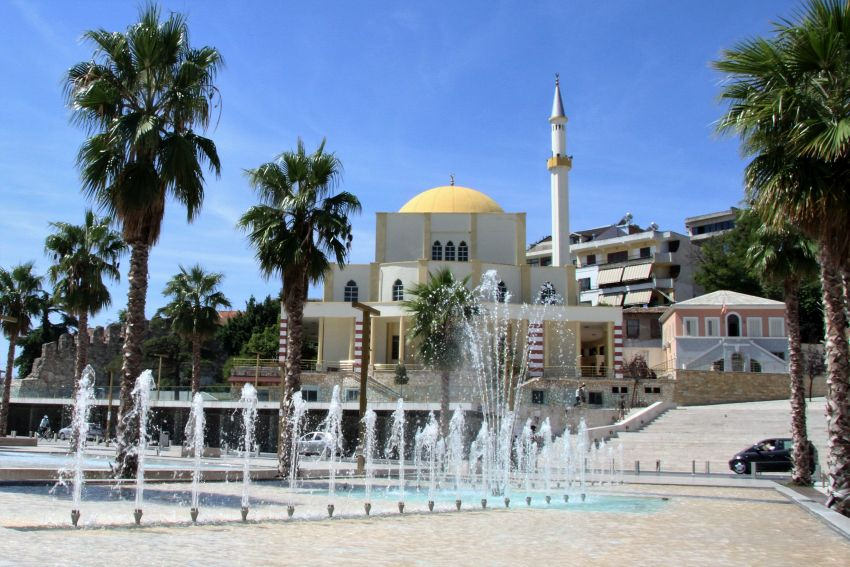
La grande moschea di Durazzo

- Grande moschea di Durazzo, costruita su una precedente d'epoca ottomana nel 1931;
- Moschea Fatih, edificata nel 1501 ed intitolata al sultano ottomano Maometto II
- Concattedrale di Santa Lucia
- Cattedrale ortodossa dei Santi Asteio e Paolo
- Chiesa cattolica di San Domenico[21]
- Chiesa di Gesù Cristo del settimo giorno[22]
- Chiesa di Sant'Antonio presso capo Rodoni a Ishëm
- Chiesa di San Spiridione (distrutta)

## Cultura

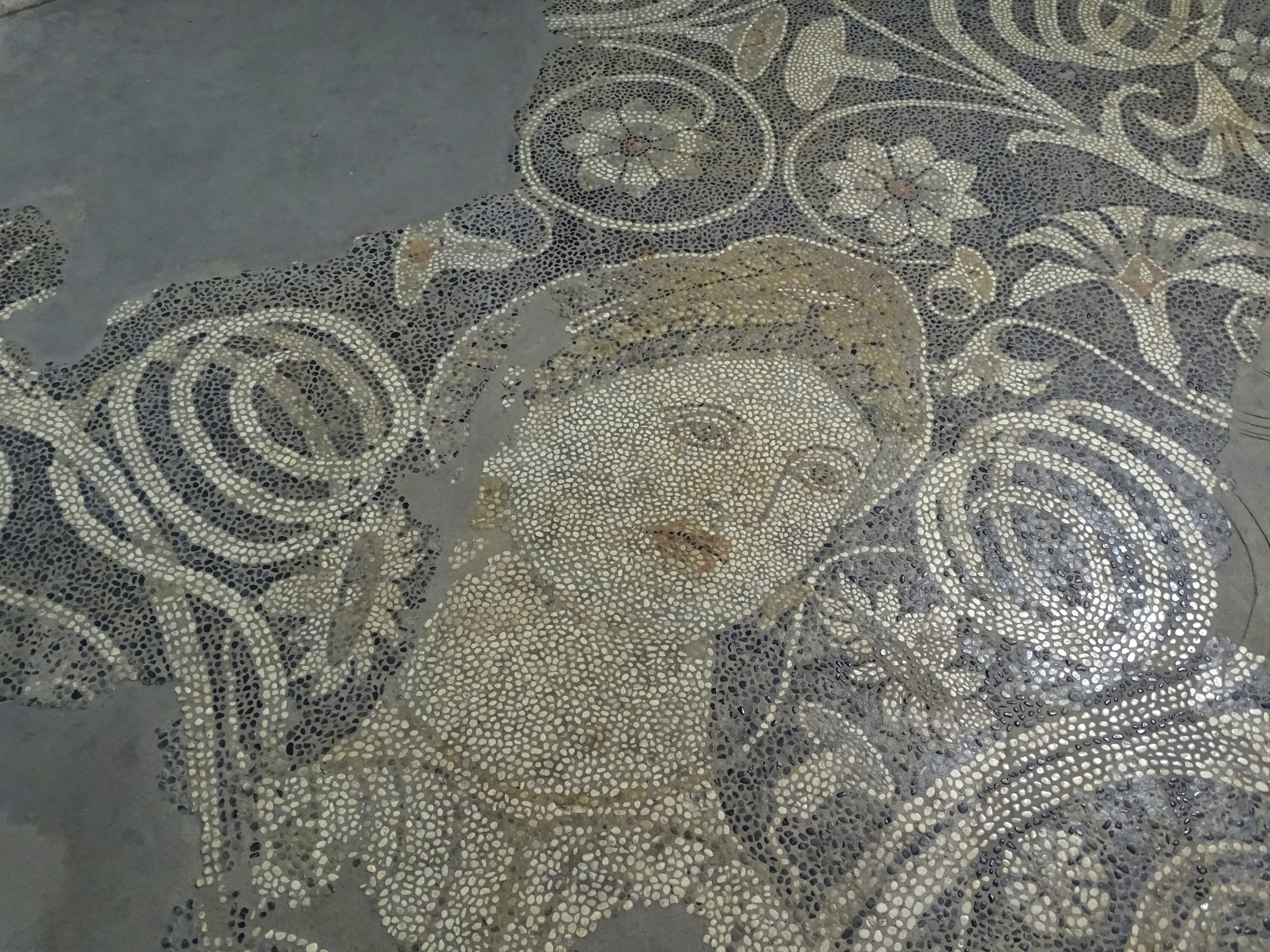
La Bella di Durazzo, un mosaico illirico del IV secolo a.C. custodito presso il museo storico nazionale di Tirana

### Musei
- Museo archeologico di Durazzo
- Casa-museo di Alessandro Moissi
- Museo dei Martiri della II Guerra Mondiale[23]
- Museo Etnografico[24]

### Teatri
- Teatro Aleksandër Moisiu

### Istruzione
Durazzo ospita dal 2005 l'Università Aleksandër Moisiu.

## Geografia antropica
La città è divisa in quartieri che vengono nominati con un numero, perciò molti di essi non hanno un nome.

## Economia

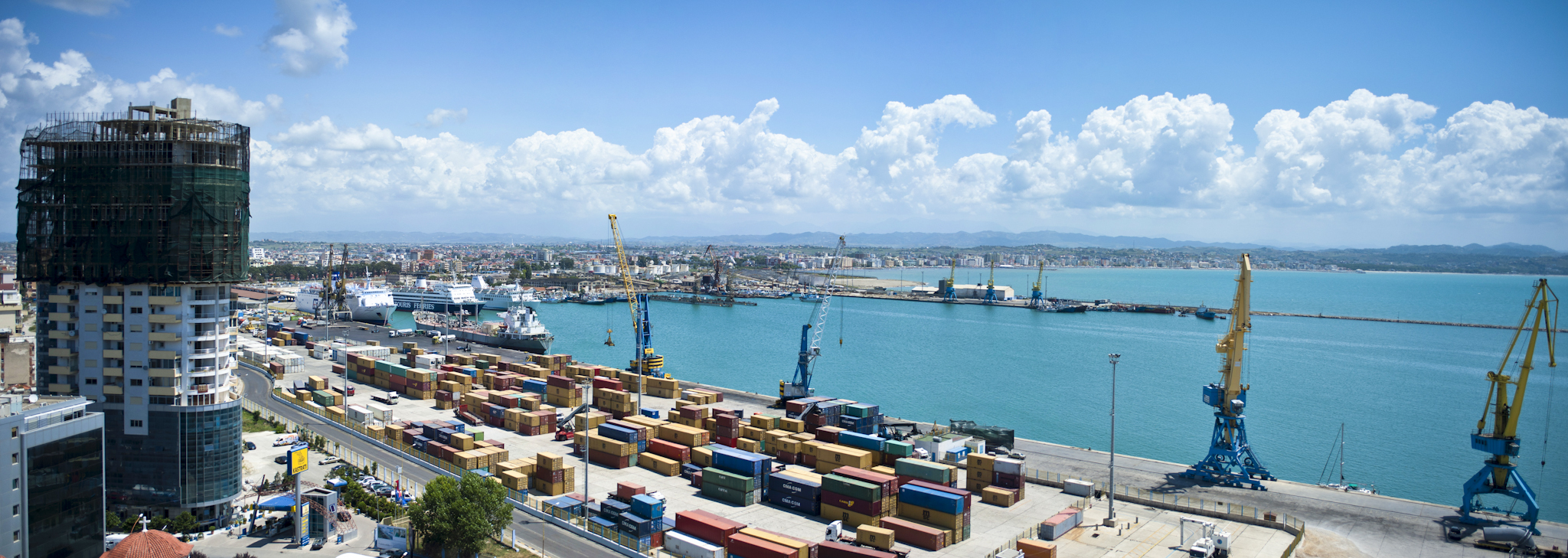
Porto di Durazzo

Durazzo è il centro più importante dei Balcani per via dei suoi traffici commerciali con l'Europa occidentale, grazie alla sua vicinanza con i porti italiani, tra cui quello di Bari.
Le spiagge della città sono mete turistiche molto ambite, con una stima di 600 000 visitatori l'anno. Molti abitanti di Tirana scelgono di trascorrere le proprie vacanze a Durazzo.

## Infrastrutture e trasporti

### Strade

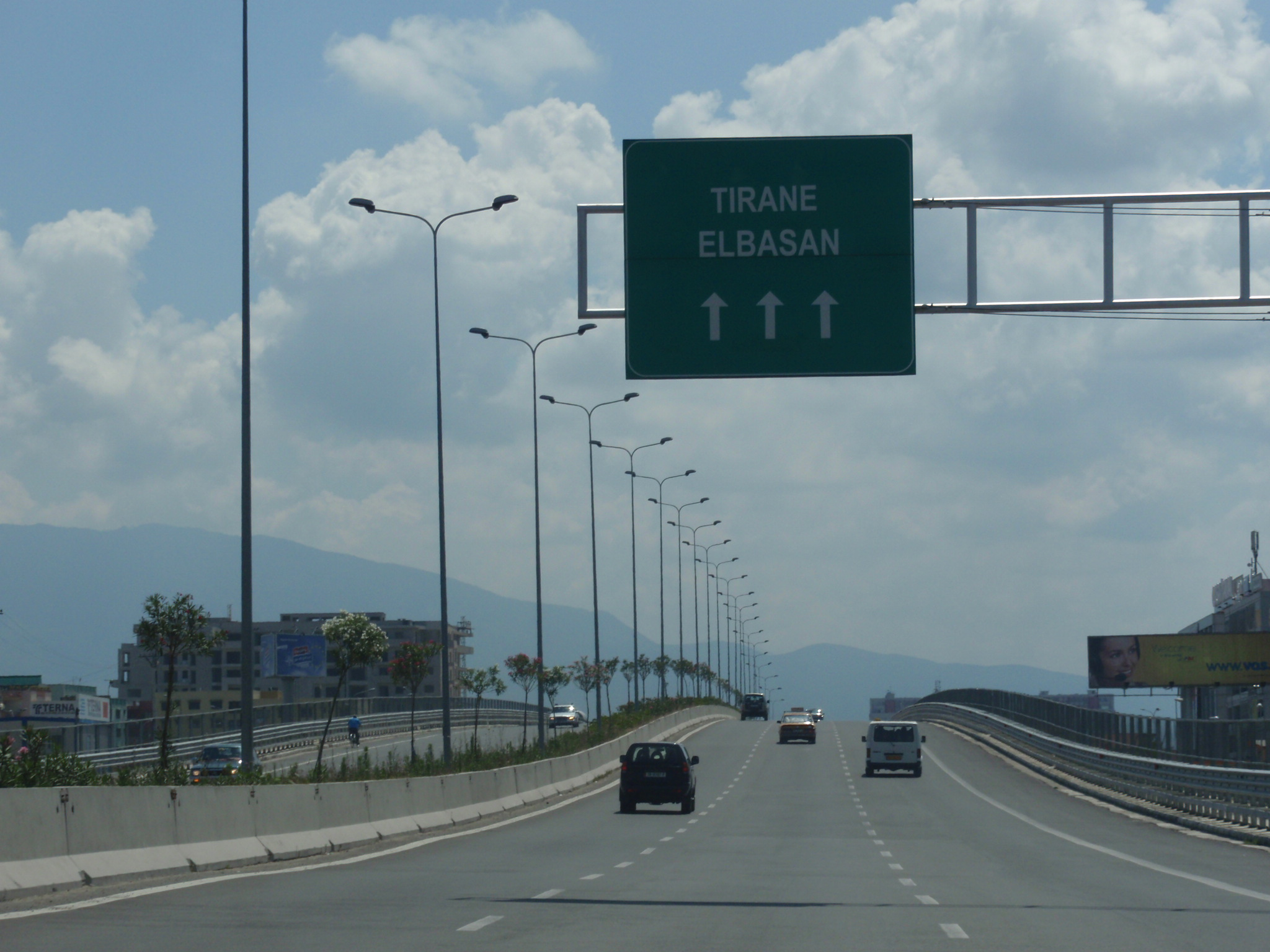
La Strada Statale 2 che collega Tirana e Durazzo

Durazzo è un importante snodo della rete stradale e autostradale albanese, nonché uno dei punti principali d'accesso ai Balcani centrali. Presso l'area del porto ha inizio la Strada Statale 2, un'arteria a scorrimento veloce che unisce la città alla capitale albanese Tirana. 
Da Durazzo partono anche: la Strada Statale 4, che porta a Fier, il corridoio paneuropeo VIII, che termina a Varna, in Bulgaria, e l'Autostrada A1, che porta a Kukës. In futuro l'autostrada dovrebbe raggiungere Pristina, in Kosovo, e Niš, in Serbia.
Lungomare di 17.744 km

### Ferrovie
Durazzo dispone di una stazione ferroviaria attraverso cui passano le linee Durazzo-Tirana e Durazzo-Valona.

### Porti
Il porto principale dell'Albania è quello di Durazzo che al momento serve sia per il trasporto delle persone sia per il trasporto delle merci. È attualmente in costruzione un nuovo porto.

## Sport

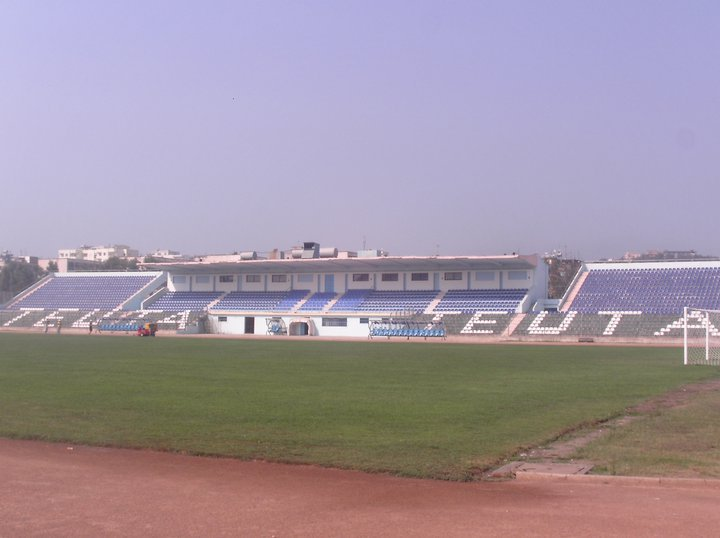
Il Niko Dovana Stadium

La città vanta un club calcistico, il Teuta, nella massima divisione albanese, la Kategoria Superiore. L'impianto sportivo cittadino è il Niko Dovana Stadium con una capienza di 13 000 posti.

## Amministrazione

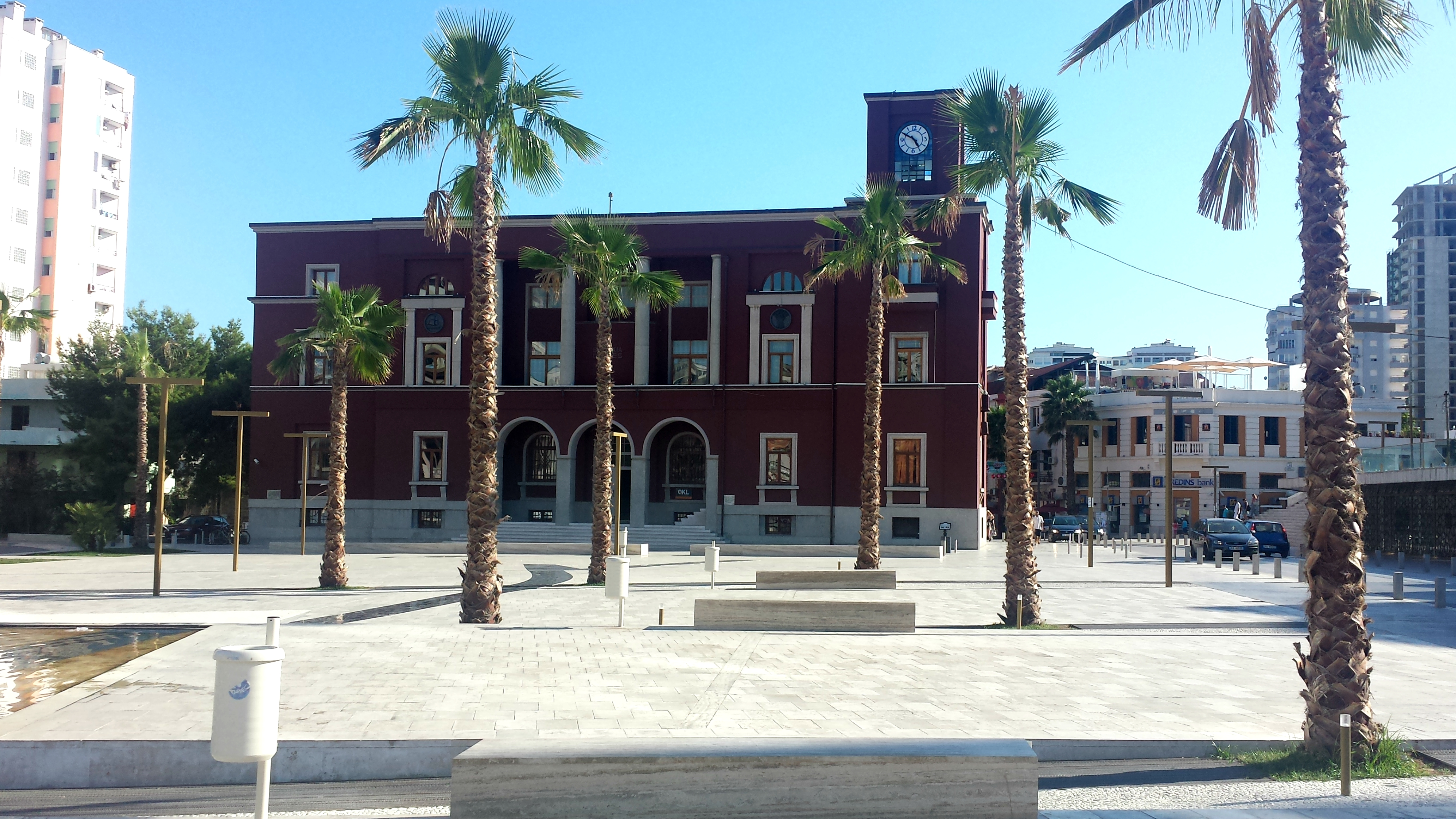
Il municipio di Durazzo

### Consolati
A Durazzo sono presenti i consolati onorari di Belgio, Bosnia-Erzegovina, Macedonia del Nord e Turchia.

### Gemellaggi
Durazzo è gemellata con:
- Bari
- Napoli
- Istanbul, dal 1998[27]
- Pristina
- Prizren
- Salonicco
- Dulcigno